# Hypothyris evanescens
Hypothyris evanescens är en fjärilsart som beskrevs av Richard Haensch 1909. Hypothyris evanescens ingår i släktet Hypothyris och familjen praktfjärilar. Inga underarter finns listade i Catalogue of Life.